# Stano Žerjal
Stano Žerjal, slovenski slikar samouk, amaterski glasbenik in humorist, * 8. maj 1921, Boljunec, Italija, † 9. oktober 2004, Boljunec, Italija

## Življenje in delo
Po končani osnovni šoli v rojstnem kraju je obiskoval večerne tečaje v Trstu. Zaposlil se je v tržaškem arzenalu, kjer je delal 40 let do upokojitve 1976. Leta 1931 je pričel igrati v boljunski godbi pri kateri je igral na več instrumentov. Po letu 1945 je pel v domačem pevskem zboru. Ustanovil je Mlado godbo in z njo nastopal v letih 1950-1954. Leta 1960 pa je ustanovil glasbeno skupino Veseli godci, ter bil vrsto let animator pustnih prireditev v Boljuncu. Za godbo na pihala je priredil več starih valčkov ter uglasbil in napisal besedilo za popevko, ki so jo izvajali na Festivalu tržaške popevke in na Radiu Trst A. Kot humorist je od 1955 nastopal v humorističnih oddajah Radia Trst A. Ukvarjal se je tudi s slikarstvom. Razstavljal je na več skupinskih razstavah, samostojno pa v Arzenalu, Boljuncu, Trebčah, v galeriji Tavolozza d'oro v Trstu in drugod.